# Immune
"Immune" é uma música da banda de hard rock Godsmack, do primeiro álbum de estúdio do grupo de mesmo nome. Ele foi escrito por Sully Erna, Tony Rombola e Robbie Merrill. O diálogo no começo da música tem origem o filme No Escape.

## Significado da música
A música é sobre vampiros urbanos que tomam a identidade de suas vítimas ao imitar o senso de moda e os padrões de comportamento delas.